# Ruth Brandin
Ruth Brandin, de son vrai nom Ruth Langhammer (née le 27 février 1940 à Altenweddingen et morte le 11 juillet 2024 à Berlin) est une chanteuse allemande.

## Biographie
Ruth Brandin grandit dans une famille de musiciens dans la Magdeburger Börde. Comme elle est douée physiquement, elle va à l'école de sport de Magdebourg, mais arrête à cause d'une perte physique soudaine. On lui diagnostique une malformation cardiaque. En 1957, elle va à Berlin-Est et obtient un diplôme d'infirmière. Une patiente, la chanteuse Jenny Petra, lui donne l'adresse du label Amiga.
En janvier 1958, elle passe des essais et a une subvention. En août 1959, Ruth Brandin commence sa formation au studio de la Berliner Rundfunk. En même temps, elle est membre du quartet de femmes Die Kolibris, un groupe vocal qui soutient en fond Monika Grimm. Avant une carrière solo, elle chante en duo avec sa sœur Christa (sous le pseudonyme d'Evelyn). Le duo Ruth & Evelyn chante Bist du allein et Niemand ist wie du produit par Ralf Petersen et Bernhard Bohlke.
Son premier enregistrement solo Das kann der Mann für’s Leben sein n'est pas publié, car le compositeur Reimer Mierke a fui à l'ouest. Cinq ans plus tard, le single sort dans un nouvel enregistrement avec comme compositeur le pseudonyme Harald Jürgen. Le succès vient en juin 1963.
L'artiste ne répond pas aux exigences de la Stasi d'espionner ses collègues, sa carrière s'arrête. Elle se retire de la chanson en 1974 et devient la gérante du Café Nord dans la Schönhauser Allee. En 1985, elle quitte la RDA. Elle revient ensuite à Berlin.

## Discographie
Singles
- 1962 : Das Lied vom alten Plattenschrank (Ruth und Monika) (Amiga)
- 1962 : So viel Liebe wünsch ich mir / Der Mann von nebenan (Amiga)
- 1962 : Er wär’ mein alles auf der Welt / Dort treff ich dich, Charly (Amiga)
- 1962 : Heut gehen wir tanzen (Ruth und Evelyn) (Amiga)
- 1962 : Lady Sunshine / Laß mich nicht weinen (Ruth und Evelyn) (Amiga)
- 1962 : Ricki-ticki-tim / Aus Apfelkernen (Amiga)
- 1963 : Niemand ist wie du / Bist du allein (Ruth und Evelyn) (Amiga)
- 1963 : Warum nennt man dich Sunny-Boy / Papagei-Twist (Amiga)
- 1962 : Mister Casanova (Ruth und Evelyn) (Amiga)
- 1963 : Tante Lilly / Kuckucksuhrentwist (Ruth und Evelyn) (Amiga)
- 1963 : 1999 (Amiga)
- 1964 : Mutti sag ja (Ruth Brandin und Richard Adam) (Amiga)
- 1964 : I love you (Ruth Brandin und Volkmar Böhm) (Amiga)
- 1964 : Sind junge Mädchen 16 Jahre alt / Nur im Traum (Amiga)
- 1964 : Mich hat noch keiner beim Twist geküßt / Münchhausen (Amiga)
- 1964 : Love, Love, love (Ruth Brandin und Volkmar Böhm) (Amiga)
- 1965 : La Luna (Ruth Brandin und Volkmar Böhm) (Amiga)
- 1966 : Morgenstunde hat Gold im Munde / Der Joe gehört mir (Amiga)
- 1966 : Blondes Haar am Paletot / Parken verboten (Amiga)
- 1966 : Du bist ein As / Das kann der Mann für’s Leben sein (Amiga)
- 1966 : Für die Liebe gibt´s kein Parkverbot / Das Lexikon der Liebe (Ruth Brandin und Volkmar Böhm) (Amiga)
- 1967 : Ich will nicht weinen / Schöne Augen (Amiga)
- 1967 : Du hast 99 Fehler (Amiga)
- 1967 : Männertreu (Amiga)
- 1967 : Red nicht über die Liebe (Amiga)
- 1967 : Nie zuvor war ein Abend so schön (Amiga)
- 1968 : Bleib bis morgen (Amiga)
- 1968 : Guten Morgen, lieber Sonnenschein (Amiga)
- 1968 : Kann mir gar nicht imponieren (Amiga)
- 1969 : Wunderschön / Hänsel und Gretel (Amiga)

Albums
- 1964 : Teenager-Party mit Ruth (Amiga)
- 1967 : Alles klar zur großen Reise (Amiga)
- 1969 : ...Doch man kann nur auf einer Hochzeit (Amiga)
- 1970 : Und da fragst du noch (Amiga)
- 1997 : Ruth Brandin Das Beste 1961–1971
- 2009 : Mich hat noch keiner beim Twist geküsst (44 succès, 2 CD)

## Source de la traduction
- (de) Cet article est partiellement ou en totalité issu de l’article de Wikipédia en allemand intitulé « Ruth Brandin » (voir la liste des auteurs).